# Museo de Historia Natural de Alabama
El Museo de Historia Natural de Alabama es un museo del estado, ubicado en Smith Hall en el campus de la Universidad de Alabama en Tuscaloosa. Es el museo más antiguo del estado y fue fundado en 1831. Las exhibiciones representan la diversidad natural de Alabama desde la Era de los Dinosaurios, la Edad del Carbón y la Edad del Hielo. Las colecciones incluyen artículos relacionados con la geología, zoología, mineralogía, paleontología, etnología, historia y fotografía. La Sala de Exposiciones de la Gran Galería alberga una réplica de un Basilosaurus cetoides, una ballena del Eoceno que ha sido designada como Fósil Estatal. Las exhibiciones de especial interés incluyen el cráneo de un mastodonte americano dragado del río Tombigbee cerca de Demopolis y el Meteorito Sylacauga. Este último golpeó a una mujer al caer a tierra cerca de Sylacauga el 30 de noviembre de 1954. El museo patrocina expediciones durante todo el año, como lo ha hecho desde 1979.

## Historia

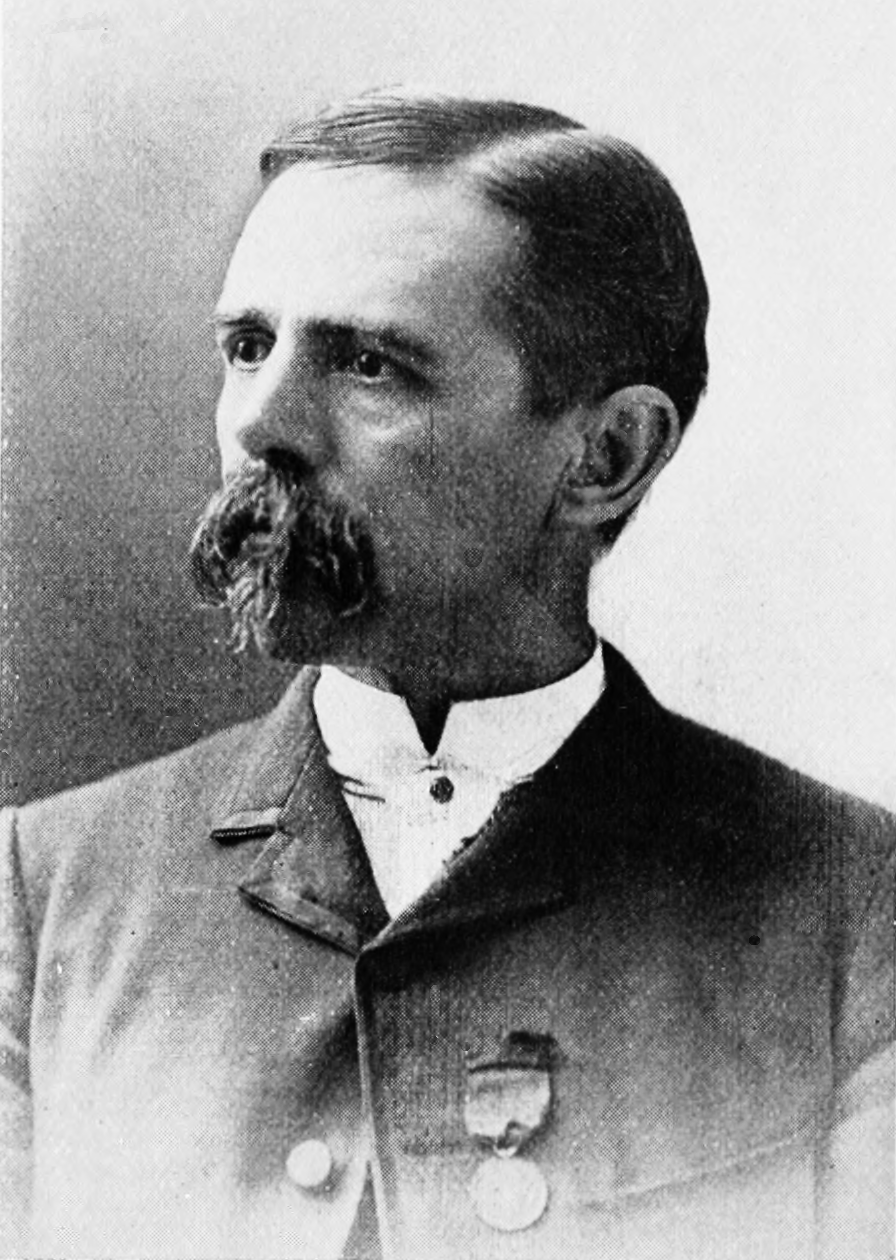
Eugene Allen Smith

El hogar actual del Museo de Historia Natural de Alabama es Smith Hall, recibe su nombre en honor al Dr. Eugene Allen Smith, quien fue nombrado geólogo estatal en 1873 y pasó casi cuarenta años investigando, cartografiando y recolectando especímenes científicos en todo el estado. La piedra angular de Smith Hall se colocó el 28 de mayo de 1907. La construcción se completó en el otoño de 1909 y se dedicó formalmente el 5 de mayo de 1910.
Eugene A. Smith reclutó al coleccionista Herbert Huntington Smith (sin relación) como curador del museo. Herbert H. Smith dirigió el Museo junto a Eugene A. Smith desde 1910 hasta su muerte en 1919. Durante este período, el Museo de Historia Natural de Alabama estuvo muy activo en la adquisición de objetos de historia natural mediante la recolección, comercio y donación, especialmente moluscos fósiles y recientes de Alabama. Se hicieron grandes colecciones de conchas terciarias y se comercializaron con otras instituciones e individuos. Los dos Smith enviaron muestras a investigadores locales y de otros estados, generando muchas publicaciones sobre material de Alabama. El museo también mejoró sus exhibiciones y proporcionó conjuntos identificados de objetos de historia natural a las escuelas de Alabama.
La esposa de Herbert Smith, Amelia “Daisy” Woolworth Smith, también era coleccionista y trabajaba para el museo, pero con un perfil bajo, ya que no estaba bien visto para la época. Sorprendentemente, después de la muerte inesperada de su esposo, Daisy Smith lo reemplazó como curadora en funciones, convirtiéndola en una de las pocas mujeres que dirigió un museo de historia natural a principios del siglo XX. Sus esfuerzos incluyeron dirigir los proyectos malacológicos de su difunto esposo hasta su finalización, lo que logró al contratar a Calvin Goodrich y otros malacólogos.

## Arquitectura

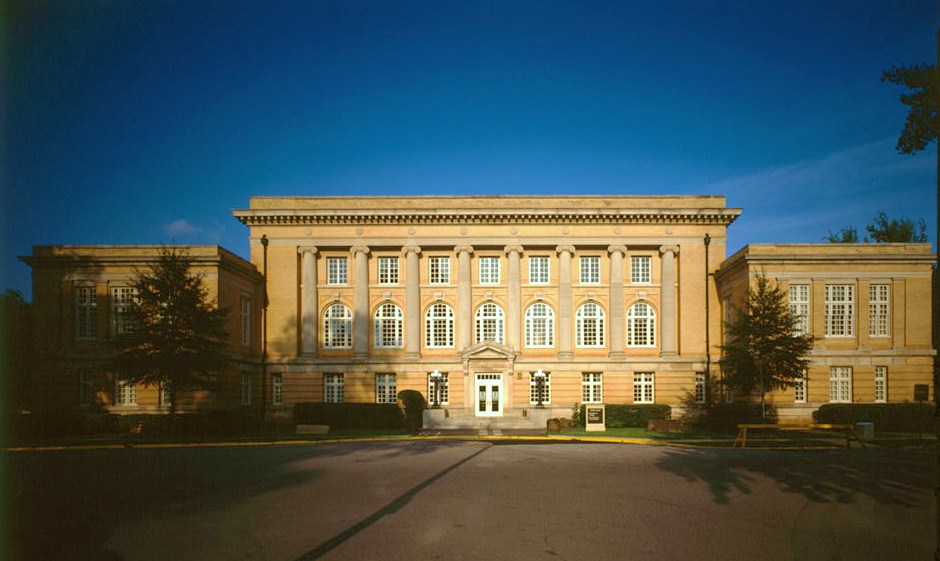
Smith Hall en 1993

Smith Hall consta de un bloque central de tres pisos, construido para albergar el Museo de Historia Natural de Alabama, y las alas norte y sur contiguas de dos pisos. El ala norte albergaba originalmente el Departamento de Biología y el ala sur albergaba el Departamento de Geología. El Departamento de Geología ocupa actualmente ambas alas. La arquitectura de Smith Hall refleja en menor escala el diseño y la distribución de varios grandes museos de historia natural que también se construyeron durante los primeros años del siglo XX en Chicago, Nueva York y Washington D. C.
El edificio está diseñado en un estilo de renacimiento clásico conocido como Beaux-Arts. El exterior presenta una columnata de ocho columnas jónicas levantadas sobre una planta baja similar a un podio. La entrada principal se encuentra a nivel del suelo a través de un portal de piedra con frontón. Inmediatamente dentro de la entrada hay un salón central dominado por una amplia escalera hecha de mármol de Alabama y sostenida por hierro fabricado en Alabama. La escalera conduce a la sala de exposiciones de la Gran Galería en el segundo piso. La Gran Galería está rodeada por una columnata de monumentales columnas corintias que sostienen un entablamento y una cornisa . Un techo abovedado de cañón sobre la cornisa contiene lucernarios que brindan luz natural al espacio.